# Entpannungspanzer 65
Der Schweizer Entpannungspanzer 65 (Entp Pz 65) ist ein Bergepanzer und basiert auf dem Chassis des Panzer 61. Er dient als fahrende Werkstatt und hat die Aufgabe, die Panzerfahrzeuge der Panzerformationen zu entpannen und abzuschleppen. Ab 1968 wurden 69 Entpannungspanzer 65 gebaut, später bezeichnet als 65/88.
Mit der Armee XXI wurden die Entpannungspanzer durch den neuen, auf dem Leopard 2 basierenden, Bergepanzer Büffel ersetzt und meist verschrottet.

## Geschichte und Entwicklung
Im Jahr 1961 begann die Eidgenössische Konstruktionswerkstatt in Thun mit der Entwicklung eines Bergepanzers auf dem Chassis des Panzers 61. 1967 wurde der Prototyp fertiggestellt und nach eingehenden Erprobungen mit dem Fahrgestell des Nachfolgemodells, (des nur geringfügig modifizierten) Panzers 68 genehmigt. In dieser Form ging das Fahrzeug 1970 in Serie. Der Aufbau war kastenförmig mit gepanzerter Kabine. An den Seiten waren zahlreiche Staukästen montiert, um komplette Werkzeugausrüstungen, Schneidbrenner etc. unterzubringen. Motor und Getriebe befanden sich im Heck, über der Motorabdeckplatte war durch die seitlichen Staukästen eine Art nach hinten offene Mulde geschaffen worden, in der auf diese Weise ein komplettes Ersatztriebwerk mitgeführt werden konnte. Der Fahrer saß vorne rechts; ihm standen drei Winkelspiegel zur Verfügung. Hinter dem Fahrer befanden sich eine drehbare Kuppel mit mehreren Winkelspiegeln, einer Luke und davor vier Nebelwerfern. Links hinter dem Fahrer war eine weitere, drehbare Kuppel mit mehreren Winkelspiegeln, einer Luke und einem auf einem Drehzapfen gelagerten Mg 51 montiert. Die Ein- und Ausstiegluke lag auf der linken Seite des Kampfraumes über der Kette in Höhe der Umlenkrolle bzw. der ersten Laufrolle. An der Front des Fahrzeuges war eine hydraulisch betätigte Räumschaufel angebracht, die sowohl dem Abstützen bei Kran und Windenbetrieb, als auch zur Beseitigung von Hindernissen, zum Vorbereiten von Stellungen und zum Auffüllen von Gräben diente. Am Heck des Panzers war ein Abschleppseil befestigt, oben auf den Seitenkästen Abschleppstangen (A-förmige Zuggabel) angebracht. Das Fahrzeug verfügte über eine ABC-Schutzanlage. Die maximale Zuglast der Hauptwinde betrug 25 Tonnen, die mit doppelter Umlenkung im dreifachen Zug auf 75 Tonnen erhöht werden konnte. Die Seillänge betrug 120 m und 60 m. Die Hilfswinde verfügte über 240 Meter Seillänge. Der Kran bestand aus einem A-förmigen Rahmen, der an der Fahrzeugfront gelagert und bei Nichtgebrauch nach hinten über den Aufbau abgelegt wurde. Die dazugehörige Seilwinde befand sich hinter dem Mannschaftsraum. Der Kran verfügte über eine Hubkraft von 15 Tonnen bei drei Meter Ausladung. Die Hubhöhe betrug 4,8 m. Damit war der Entpannungspanzer 68 in der Lage, eine komplette Antriebseinheit des Panzers 68 mit seinem Kran auszuwechseln. Die Besatzung bestand aus Kommandant, Fahrer, Beobachter und zwei Panzermechanikern.
Es wurden 1972 69 Stück von der Schweizer Armee in Dienst gestellt. Zwischen 1993 und 1995 wurden alle Fahrzeuge auf den Stand Entpannungspanzer 65/88 modernisiert und verblieben mit den M-Nummern M78631 bis M78699 bis 2008 im Dienst der Schweizer Armee.
Der Prototyp mit der M-Nummer M0870 ist im Panzermuseum Thun, ein Panzer der Serienausführung im Schweizerischen Militärmuseum Full zu besichtigen.

## Technisches
Der Entpannungspanzer 65 besitzt ein halbautomatisches lastschaltbares Getriebe mit sechs Vor- und Rückwärtsgängen. Die Lenkung erfolgt über Lenkradstufen und verschleißlos mittels hydrostatischer Überlagerungslenkung inklusive Ortslenkung.
Ein 4-Zylinder-Hilfsmotor (38 PS) dient zum Antrieb der Hydraulikpumpe und des Hauptgenerators. Notfalls kann er zum Antrieb des Fahrgetriebes oder zum Hilfsstarten des Hauptmotors verwendet werden.
Zur Kommunikation dient eine Bordverständigungsanlage sowie ein Funkgerät des Typs SE-412 (AN/VRC-12). Im Mannschaftsraum ist eine ABC-Schutzanlage sowie ein Wassertank mit 18 Liter Inhalt eingebaut.

## Ausrüstung
- 1 Hauptseilwinde max. Zugkraft 25 Tonnen direkt, 75 Tonnen mit zwei Umlenkrollen, 120 m Seil Durchmesser 30 mm
- 1 Hilfsseilwinde max. Zugkraft 400 kg, 240 m Seil Durchmesser 6 mm
- 1 Kran max Hubleistung 15 Tonnen
- Abschleppstangen zur Bildung einer A-Zuggabel
- Räumschild
- Diverse Werkzeuge

## Bewaffnung
- 1 Maschinengewehr 7,5 mm
- 4 Nebelgranatwerfer